# Accelerated Processing Unit
Jako APU (z anglického Accelerated Processing Unit) je nazýván čip, do kterého je v jednom pouzdře integrováno jádro (nebo jádra) CPU a zároveň GPU, tedy jak centrální procesorové, tak grafické jednotky.

## Design a vlastnosti APU
Návrh APU odstraňuje řadu problémů díky zlepšení komunikace mezi jádry CPU a jádry GPU. Vlivem této integrace se u počítačů s APU výrazně zlepšuje poměr výkon/cena. Dnes již klasické použití APU je pro vysoce mobilní přístroje, jako jsou mobilní telefony, netbooky, tablety. Největší přínos APU pro desktopy a servery je za pomoci nových standardizovaných rozhraní a knihoven, jako jsou pro obecné výpočty DirectCompute, OpenCL, WebCL, a nejnovějších verzí OpenGL ES.
První APU byly použity v systémech s nízkým výkonem, kde se díky integraci CPU a GPU šetřila energie. V současné době se navíc APU používají i v systémech, kde přinášejí vysoký výkon v jednoduché přesnosti FLOPS (hrací konzole a modelování).
Typickými APU orientovaným na vysoký výkon jsou APU od firmy AMD, které jsou použity v konzolích PlayStation 4, které mají celkový výkon vyšší než 1 TFlops (jednoduchá přesnost). Podobné vlastnosti má i APU použité v konzoli Xbox One. V obou případech jde o APU s osmi jádry CPU, vysoce výkonným GPU a pamětí sdílenou jak CPU, tak i GPU. Cílem tohoto řešení je dokonalá spolupráce systémů APU a tím pádem co nejvyšší reálný výkon konzolí.
Důležitým předpokladem efektivního využití APU je podpora ze strany software pro efektivního implementaci softwarového rozhraní. Přelomem pro využití APU byla podpora grafického rozhraní DirectX 11, od firmy Microsoft, se kterou přišlo výpočetní rozhraní DirectCompute 1. Také v oblasti otevřeného software došlo k podpoře APU, a to zejména díky podpoře stále významnějšího grafického rozhraní OpenGL, grafického rozhraní pro drobné a vestavěné spotřebiče OpenGL ES a výpočetního rozhraní OpenCL.
Poslední přijatá verze OpenCL 2.0 rázně omezuje nutnost intervencí CPU do práce GPU v nejnovějších APU, takže dále silně snižuje nutnost přenášení dat mezi CPU a GPU v rámci APU. Vlastně se tak rozšiřuje množina problémů a algoritmů, které je možno řešit téměř bez zásahu CPU. Řešení za pomoci GPU je totiž obvykle méně energeticky náročné, a u stále většího množství úloh i výrazně výkonnější. V podstatě se dá říci, že cílem APU je maximální využití GPU z důvodu jeho mnohem vyšší efektivity než u současných CPU.

## Čipy APU
Toto pojmenování zavedla v roce 2010 společnost AMD spolu s uvedením svého projektu AMD Fusion s modely Bobcat, Jaguar, … První APU (CPU a GPU v jednom pouzdře) však přišlo již v roce 2006 spolu s procesorem Intel Atom. Oba čipy oproti běžným desktopovým procesorům disponují miniaturními velikostmi (Intel Atom 9,1×9,6 mm a AMD Bobcat 8,1×9,1 mm) a mnohem menším TDP (např. AMD Bobcat má mít 9 W, běžné procesory přitom dosahují 65–95 W). Třetí hráč na trhu procesorů architektury x86, společnost VIA, pro rok 2011 chystá APU čipy NANO. Pro ARM žádné APU návrhy zatím nejsou známy; pokud by se měly objevit, dá se (soudě podle zlomkové spotřeby ARM procesorů oproti procesorům x86) předpokládat ještě mnohem menší TDP než má současný návrh AMD Bobcat.

## Budoucnost APU
- AMD vydala dokument „Future is Fusion“,[3] ve kterém vyjádřila názor, že ve vývoji procesorů nastává nová epocha více specializovaných, vícejádrových heterogenních čipů; a dala jasně najevo, že koncepci APU bude v následujících letech věnovat velkou pozornost.
- Skupina JPR (Jon Peddie Research) provedla studii[4] nástupu hybridních procesorů a odhad jejich budoucího vývoje. Závěrem její studie bylo, že již v roce 2014:
  - bude 80 % počítačů používat hybridní čip,
  - klesne podíl integrovaných grafických procesorů na 0,3 % (a kompletně zanikne v následujícím roce),
  - podíl diskrétních integrovaných obvodů klesne z cca 30 % v roce 2009 na 10 %
  - podíl hybridních čipů (ať už sdílených na čipu nebo pouzdru) poroste o 20 procentních bodů za rok
  - každý 5. až 4. hybridní čip bude mít sdílení CPU a GPU přímo na čipu